# بلویل (کانزاس)
بلویل (به انگلیسی: Belleville) شهری در ایالت کانزاس کشور ایالات متحده آمریکا است که جمعیت آن در سرشماری سال ۲۰۱۰ میلادی، ۱٬۹۹۱ نفر بوده‌است.